# 工業中學
工業學校或工業中學（英文：Secondary Technical School）是多個地區的一種教育制度。

## 各地情况

### 香港
在香港，制度經過多次改變後，現時與普通文法中學相同，可開設中一至中六課程（過去三三四學制未實施時，是中一至中七課程）。工業學校除一般文、理及商科科目外，尚會開設一些工藝（工科）及實用科目，並保送學生參加香港中學會考的相關科目。

#### 發展及檢討
英屬香港政府於1932年在加路連山道創立的初級工業學校(現今為香港理工大學)，當時只設三年制課程，工業中學直至1957年才開始有五年制課程，在1960年代中期也開始設有預科課程。
香港從1980年代起，由於中國內地改革開放，香港製造業工序北移到內地，香港工業趨向式微，香港經濟亦因此需要轉型，加上科技日新月異，工科开始變得脱节。所以工業中學不再切合這些就業需要，家長及學生會逐漸對工科失去興趣。
教育署在1997年3月發表《職業先修及工業中學教育檢討報告書》，指出「大部分工業中學現時所提供的課程，與文法中學所提供的十分相近」，因此「建議工業中學如屬意從其學校名稱除去『工業』的字眼，應可獲批准」；又提出「學校應避免要求初中程度的學生學習某些特定行業的技能」，建議本港的工業學校可把帶有標籤性的名詞從校名中剔除。受當時政策影響，學界去工業化加速香港原有晶片工業外遷到台灣及新加坡發展，影響香港科技發展。
此後，不少工業中學已把原校名的帶有標籤性的「工業」二字除去。
在1997年，香港共有19所工業中學，各類中學的術科、實用和工藝科目所佔的課程比率如下：
- 在文法中學，中一至中三為15－20%，中四至中五不設限；
- 在工業中學，中一至中三為25－30%，中四至中五不設限；
- 在職業先修學校，中一至中三為40－50%，中四至中五則指定30%課程為科技教育。[5]

#### 科目
中一至中三基本上開設一般文、理科目，加上一些工藝及實用科目。在這裡，工業學校與一般文法中學的不同處是工藝及實用科目的課節較多。
初中工藝及實用科目的例子有“設計與工藝”（前身為金工）、木工、工業繪圖、家政等，現時設計與工藝、木工、工業繪圖科、圖象傳意已停止開設，由“設計與應用科技科(DAT)”代替。
到了中四，工業學校也如一般中學般實行分科，主要分為理科班、商科班及工科班三大類，也有一些學校開設文科班。工業學校的文、理、商科班所授科目與一般中學相同或分別不大，不過如果理科班不設生物科的話，學生將來報考高等院校時可選擇的學科較一般理科生為少。
會考課程的工藝及實用科目有金工、木工、工業繪圖、電子與電學、陶藝、家政、電腦、速記、打字等。為了跟上就業市場的技能需求變化，香港中學會考已取消了一些不合時宜的工藝及實用科目，如金工、木工、工業繪圖、陶藝、速記、打字等，學校不再開設那些科目，另外有一些資訊科技及服務業科目成為新的會考科目。
在1990年代以前，許多學校以英文作為工藝及實用科目的授課語言，可是學生的英語能力卻不一定能應付。
以往有些男女校，會因學生性別而作出工藝及實用科目限制，例如女生必須修讀家政、不能修讀金工，男生則相反。現在這種做法不再存在，通常是每半班輪流修讀各術科半學年，或給予學生一定程度上的選擇，以免違反在1990年代生效的「性別歧視條例」。

#### 工業中學／職業先修中學列表
注：下表列出以往是工業中學或職業先修中學的學校，現時是否工業中學需視乎個別學校的課程而定。

##### 官立中學
- 九龍工業學校（曾獲邀易名為「九龍官立中學」，惟建議受到校友反對，最後維持現名[7]）
- 鄧肇堅維多利亞工業學校（已改名鄧肇堅維多利亞官立中學）
- 何東官立工業女中學（已改名何東中學）
- 筲箕灣官立工業中學（已改名筲箕灣東官立中學）
- 賽馬會官立工業中學（已改名賽馬會官立中學）
- 龍翔官立工業中學（已改名龍翔官立中學，於2024年併入九龍工業學校）
- 觀塘官立工業中學（已改名觀塘功樂官立中學）
- 上葵涌官立工業中學（已改名上葵涌官立中學，於2009年9月停辦）
- 下葵涌官立工業中學（已改名下葵涌官立中學，於2009年7月停辦）
- 荃灣官立工業中學（1991-94年遷校後改為文法中學，現名上水官立中學）
- 福華街實用中學（已併入九龍工業學校）

##### 宗教團體主辦
- 香港仔工業學校
- 鄧鏡波學校
- 瑪利諾工業中學（已改名瑪利諾中學）
- 天主教慈幼會伍少梅工業學校（已改名天主教慈幼會伍少梅中學）
- 馬登基金柴灣明愛職業先修中學（已改名明愛柴灣馬登基金中學，將於2026年停辦）
- 馬登基金屯門明愛職業先修中學（已改名明愛屯門馬登基金中學）
- 馬登基金沙田明愛職業先修中學（已改名明愛沙田馬登基金中學，已停辦）
- 明愛聖方濟各職業先修學校（先後改名為明愛聖方濟各中學及明愛胡振中中學，再於2024年與明愛華德中書院合併，成為明愛胡振中書院）
- 明愛聖高弗烈職業先修學校（先後改名為明愛莊月明職業先修中學及明愛莊月明中學）
- 明愛聖若瑟職業先修學校（已改名明愛聖若瑟中學）
- 明愛聖保祿職業先修學校（後改名明愛聖保祿中學，已停辦）
- 明愛陳震夏粉嶺職業先修學校（已改名明愛粉嶺陳震夏中學）
- 明愛陳震夏元朗職業先修學校（已改名明愛元朗陳震夏中學）
- 聖公會何明華會督職業訓練學校（已改名香港聖公會何明華會督中學）
- 聖傑靈女子中學
- 聖巴西流工業中學（1996年遷校後改為文法中學，現名聖公會李福慶中學）
- 聖匠職業訓練學校（已改名聖公會聖匠中學）
- 聖公會聖本德工業中學（已改名聖公會聖本德中學）
- 聖公會聖西門呂明才工業中學（已改名聖公會聖西門呂明才中學）
- 中華基督教會基新工業中學（已改名中華基督教會基新中學）
- 中華基督教會扶輪職業先修學校（已改名中華基督教會扶輪中學）
- 中華基督教會譚李麗芬紀念職業先修中學（已改名中華基督教會譚李麗芬紀念中學）
- 中華基督教會馮梁結紀念職業先修中學（已改名中華基督教會馮梁結紀念中學）
- 嗇色園可藝職業先修中學（已改名嗇色園主辦可藝中學）
- 基協工業中學（已改名中華基督教會基協中學）
- 佛教志蓮中學
- 寶覺女子職業中學（1986年改為文法中學，2001年遷校並兼收男女生，現名為寶覺中學）

##### 慈善團體主辦
- 東華三院邱金元職業先修學校（已改名東華三院邱金元中學）
- 東華三院郭一葦職業先修學校（已改名東華三院郭一葦中學）
- 保良局實用學校（先後改名保良局唐乃勤實用中學、保良局唐乃勤中學及保良局唐乃勤初中書院）
- 保良局甲子年職業先修中學（先後改名保良局甲子年中學及保良局甲子何玉清中學）
- 保良局朱敬文職業先修中學（已改名保良局朱敬文中學）
- 魚類統營處香港仔工業中學（已改名保良局慧妍雅集書院，於2016年停辦）
- 獅子會職業先修中學（先後改名獅子會中學及獅子會蔣翠琼中學）

##### 商會主辦
- 棉紡會職業先修學校（已改名棉紡會中學）
- 香港中華廠商聯合會職業先修中學（已改名廠商會中學）
- 廠商會蔡章閣職業先修學校（已改名廠商會蔡章閣中學）
- 香港布廠商會朱石麟職業先修中學（已改名香港布廠商會朱石麟中學）
- 紡織學會美國商會胡漢輝職業先修學校（已改名紡織學會美國商會胡漢輝中學）

#### 開辦前由工業中學改為文法中學
- 東華三院辛亥年總理中學
- 東華三院伍若瑜夫人紀念中學
- 東華三院馮黃鳳亭中學
- 東華三院黃鳳翎中學
- 香港紅卍字會柴灣卍慈中學（1989年遷校及改名為香港紅卍字會大埔卍慈中學）

### 英國
英國的工業中學是20世紀中葉在英格蘭和威爾士的三方教育體制下存在的一種中學類型。
1944年教育法令只適用於英格蘭和威爾士，其中要求建立一個有三個層次的中學教育體系。除了文法學校和現代中學外，英國政府還打算建立一系列中等技術學校，教授機械、科學和工程技能，為工業和科學服務。